# Primera guerra civil liberiana
La Primera guerra civil liberiana fue un conflicto librado en Liberia de 1989 a 1996. Diversos grupos armados colaboraron inicialmente por derribar la dictadura de Samuel Kanyon Doe pero, tras asesinarlo, la lucha continuó y terminaron por enfrentarse durante el posterior vacío de poder. La guerra tuvo terribles consecuencias humanas, sociales y económicas, llegando a afectar a sus vecinos, especialmente por el apoyo del NPFL al FRU de Sierra Leona. También se unieron al conflicto las naciones de Libia y Burkina Faso.

## Origen del conflicto
Samuel Doe, el entonces presidente de Liberia, había asumido el poder tras una revuelta popular en 1980, pero la oposición en el extranjero a su régimen dictatorial condujo al colapso económico del país. Al principio, Doe aplastó a la oposición que todavía permanecía en Liberia, pero después de que su tribu Krahn comenzara a atacar otras tribus (en particular en el condado de Nimba) el conflicto civil pareció inevitable.
Charles Taylor, que había abandonado el gobierno de Doe, reunió a un grupo de rebeldes en Costa de Marfil. Más tarde se hizo conocido como dirigente del Frente Patriótico Nacional de Liberia (NPFL). Invadieron el condado de Nimba el 24 de diciembre de 1989. El Ejército liberiano respondió contra la población entera de la región, atacando a civiles desarmados y quemando pueblos enteros. Muchos huyeron como refugiados para Guinea y Costa de Marfil, pero la oposición a Doe se prendió aún más. Prince Johnson tenía de su lado a Taylor en la invasión, pero pronto se dividió para formar su propia fuerza guerrillera, basada en la tribu Gio.

## Descripción
Al comenzar la década de 1990, la guerra civil ya era un hecho. El NPFL de Taylor pronto controló gran parte de la geografía liberiana, mientras Johnson preparaba un ataque a Monrovia. El ECOWAS intentó persuadir a Doe a que renunciara al poder y permitiera regresar a los exiliados, pero a pesar de su posición débil (sitiado en su casa), se negó. Haciendo un breve viaje a la oficina central de ECOMOG, Doe fue capturado por las fuerzas rebeldes de Johnson el 9 de septiembre de 1990, y torturado antes de ser asesinado. El horrendo espectáculo fue grabado en vídeo y visto en noticias de todo el mundo.
La paz aún estaba distante cuando tanto Taylor como Johnson reclamaban el poder. El ECOMOG declaró un Gobierno Interino de Unidad Nacional (IGNU), con Amos Sawyer como su presidente, con el amplio apoyo de Johnson. Taylor atacó Monrovia en 1992, pero el ECOMOG reforzó la ciudad y negoció el Acuerdo de Cotonú, un tratado entre el NPFL, IGNU y los partidarios restantes de Doe (conocido como el Movimiento de Liberación Unido de Liberia para la Democracia o ULIMO). Un gobierno de coalición fue formado en agosto de 1993.
En septiembre de 1994, el Acuerdo Akosombo intentó sustituir la coalición por movimientos hacia un gobierno democrático, pero IGNU rechazó este. El Acuerdo de Abuya de agosto de 1995 finalmente consiguió esto, pero en el abril de 1996 el NPFL y ULIMO otra vez comenzaron a luchar en Monrovia, conduciendo a la evacuación de NGOs más internacional y la destrucción de la mayor parte de la ciudad.

## Consecuencias
Las batallas fueron terminadas por una enmienda al Acuerdo de Abuya en agosto, estando de acuerdo con desarme y desmovilización hacia 1997 de 60.000 combatientes y elecciones en julio de aquel año. Charles Taylor formó el Partido Patriótico Nacional que ganó una mayoría grande y dejó el país bastante pacífico que los refugiados comenzaron a devolver. Pero otros líderes fueron obligados a dejar el país, y algunas fuerzas de ULIMO reformadas como los Liberianos Unidos para Reconciliación y Democracia (LURD). El LURD comenzó a luchar en el condado de Lofa con el objetivo de desestabilizar el gobierno y ganar el control de los campos de diamante locales, conduciendo a la Segunda guerra civil liberiana. Los años de enfrentamientos, conectados con el vuelo de la mayor parte de negocios, habían interrumpido la actividad económica formal. El malestar implícito manifestado durante finales de los años 1990 es emblemático en la decadencia económica nacional aguda y la venta frecuente de diamantes y madera a cambio de armas portátiles.